# Wehrtechnische Dienststelle für Luftfahrzeuge und Luftfahrtgerät der Bundeswehr
Die Wehrtechnische Dienststelle für Luftfahrzeuge und Luftfahrtgerät der Bundeswehr (WTD 61) wurde am 1. Oktober 1957 als Erprobungsstelle 61 gegründet und hat ihren Standort in Manching bei Ingolstadt auf dem Fliegerhorst Ingolstadt/Manching. Sie ist für die Erprobung von Luftfahrtgeräten für die Bundeswehr zuständig. Die WTD 61 gehört zum Organisationsbereich Ausrüstung, Informationstechnik und Nutzung (AIN) und liegt im Geschäftsbereich des Bundesamts für Ausrüstung, Informationstechnik und Nutzung der Bundeswehr.

## Dienststellenleiter
| Nr. | Name               | von  | bis  |
| --- | ------------------ | ---- | ---- |
| 01  | A. Thiel           | 1957 | 1959 |
| 02  | Oberst Franz Kirch | 1959 | 1962 |
| 03  | Dietrich Schwencke | 1962 | 1968 |
| 04  | Heinrich Grube     | 1968 | 1972 |
| 05  | Wolfgang Sarnes    | 1972 | 1987 |
| 06  | Werner Schenk      | 1987 | 1997 |
| 07  | Volker Schmitt     | 1997 | 1998 |
| 08  | Wieland König      | 1998 | 2004 |
| 09  | Christian Biener   | 2004 | 2006 |
| 10  | Walter Storz       | 2006 | 2010 |
| 11  | Herbert Hauck      | 2010 | 2014 |
| 12  | Wolfgang Steiger   | 2014 | 2017 |
| 13  | Dieter Kräher      | 2017 | 2021 |
| 14  | Barbara Reinhold   | 2021 |      |

## Aktuelle Luftfahrzeugmuster
- Eurofighter Typhoon
- Panavia Tornado
- Sikorsky/VFW CH-53G
- NH 90 Sea Lion
- UH Tiger
- LUH SAR (H145)
- LUH SOF (H145M)
- A400M

## Ehemalige Luftfahrzeugmuster
Eine Auswahl von ehemaligen Versuchsflugzeugen der Wehrtechnischen Dienststelle 61.
- Transall C-160[1]
- Suchoi Su-20[2]
- Suchoi Su-22
- Dornier 228
- Alpha Jet
- Lockheed F-104F Starfighter
- Lockheed F-104G Starfighter
- Lockheed TF-104G Starfighter
- Lockheed RF-104G Starfighter
- Fiat G.91R/3
- Fiat G.91T/3
- Fouga Magister
- Heinkel/Fouga CM.191
- Lockheed T-33
- McDonnell Douglas RF/F-4E/F Phantom II
- Mil Mi-24
- Nord Noratlas
- Canadair CL.13B Mk.6
- Dornier Do 27
- English Electric Canberra
- Piaggio P.149
- Percival Pembroke C.54
- Alouette II
- Bell 47
- Sikorsky H-34
- MBB Bo 105
- Bell UH-1D

Bilder
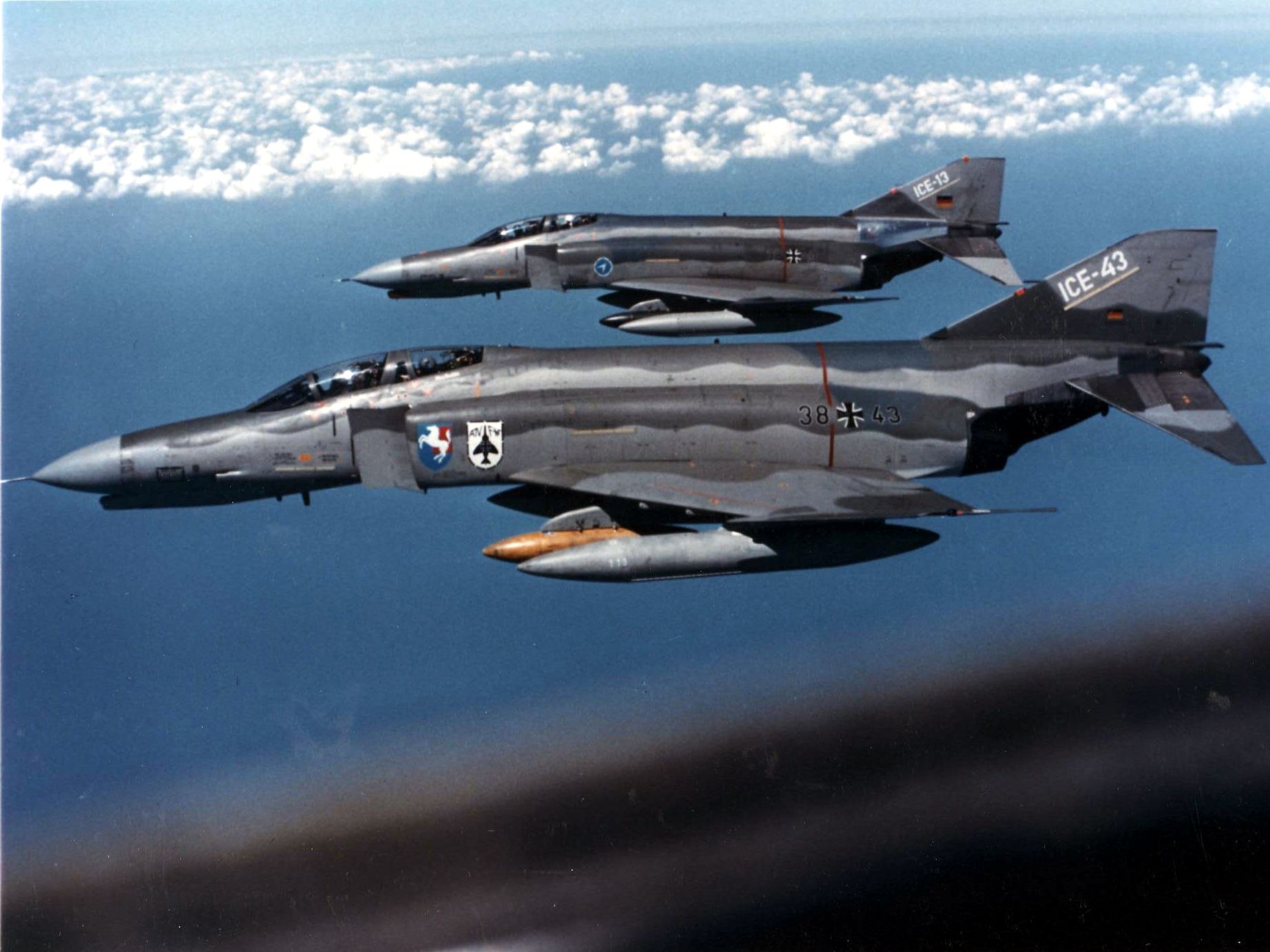
F-4F ICE Phantoms des JG 72 und der WTD 61
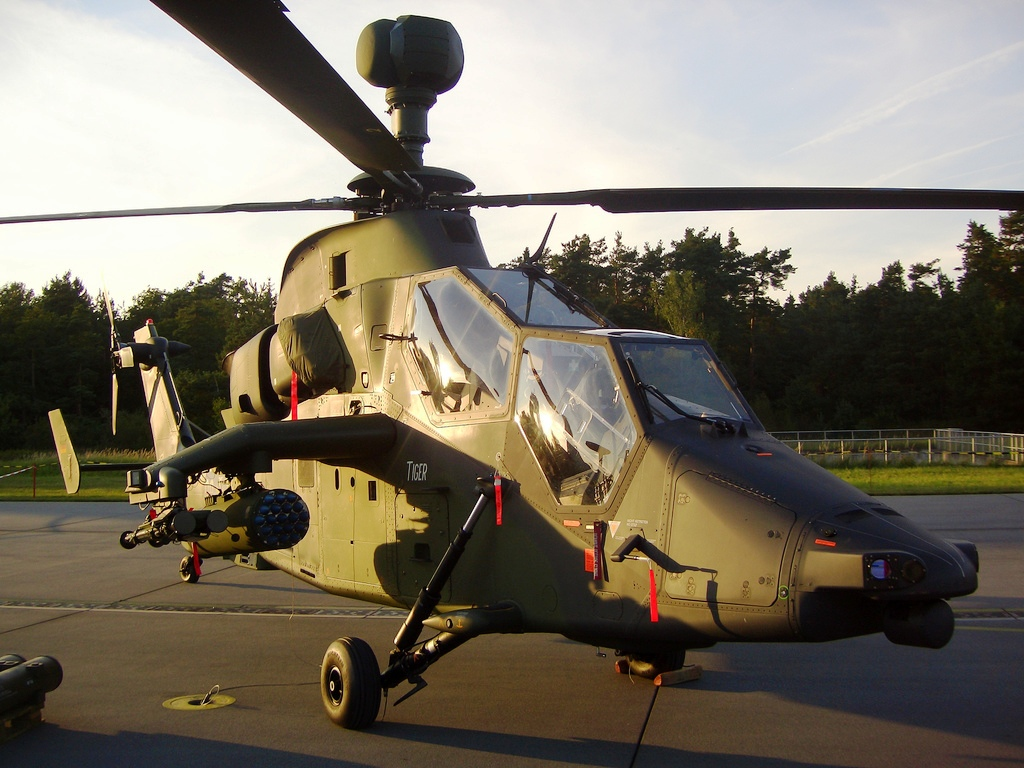
Erprobungsmuster UH Tiger der WTD 61
Ein Panavia Tornado der WTD mit Sonderbemalung „50 Jahre Flugerprobung“
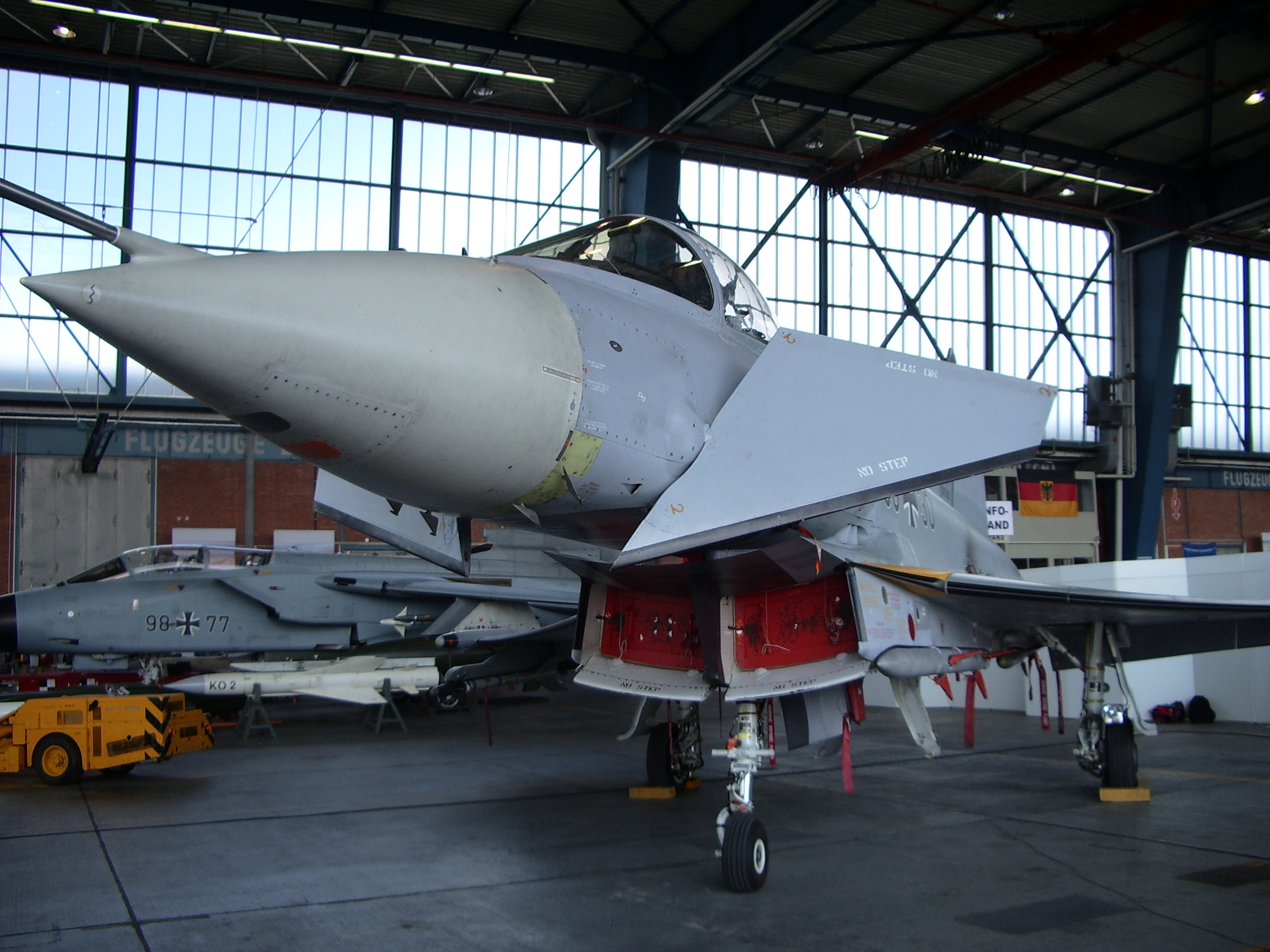
Ein Eurofighter im Hangar der WTD 61
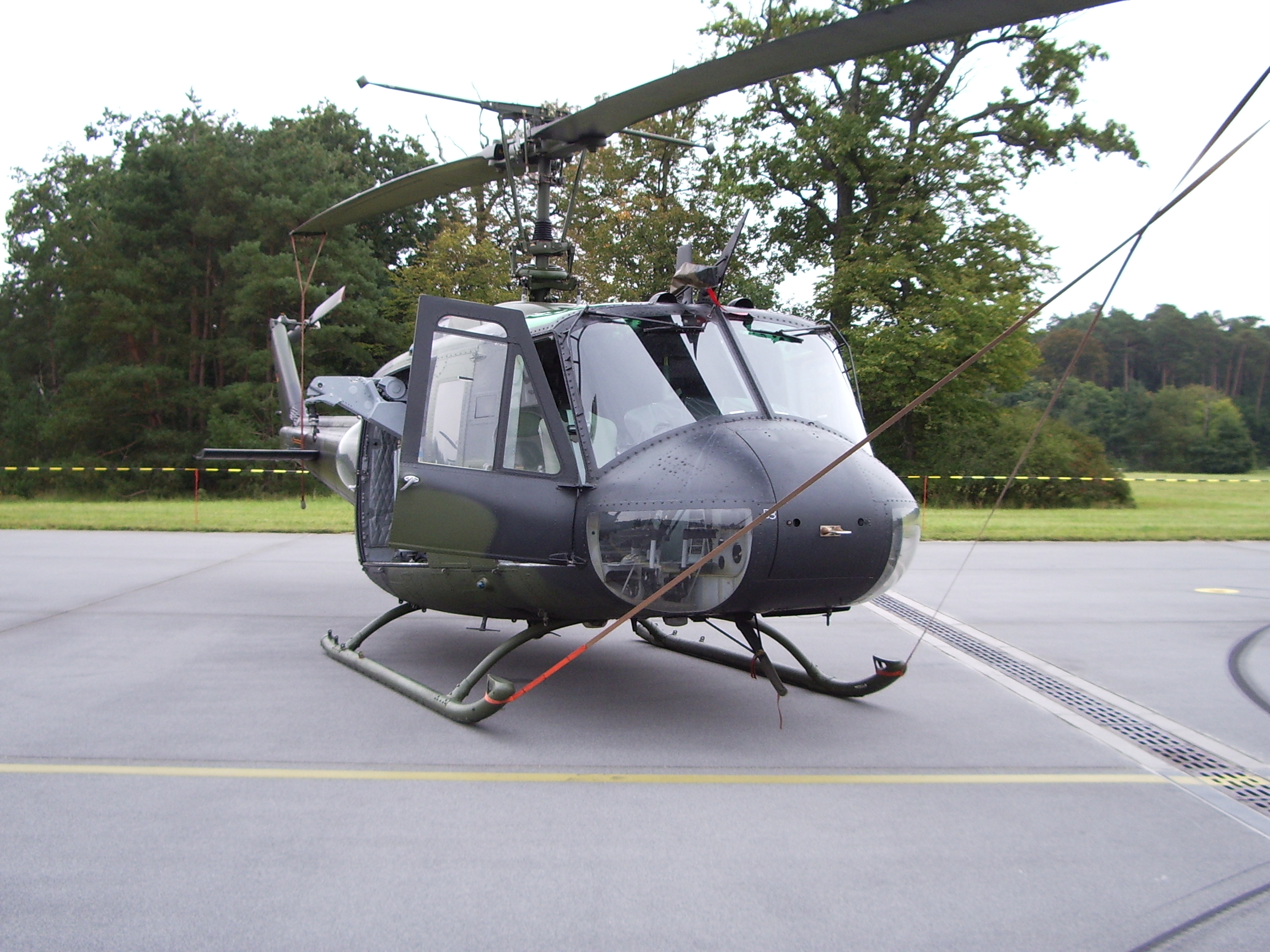
Erprobungsmuster UH-1D
CH-53 der Wehrtechnischen Dienststelle
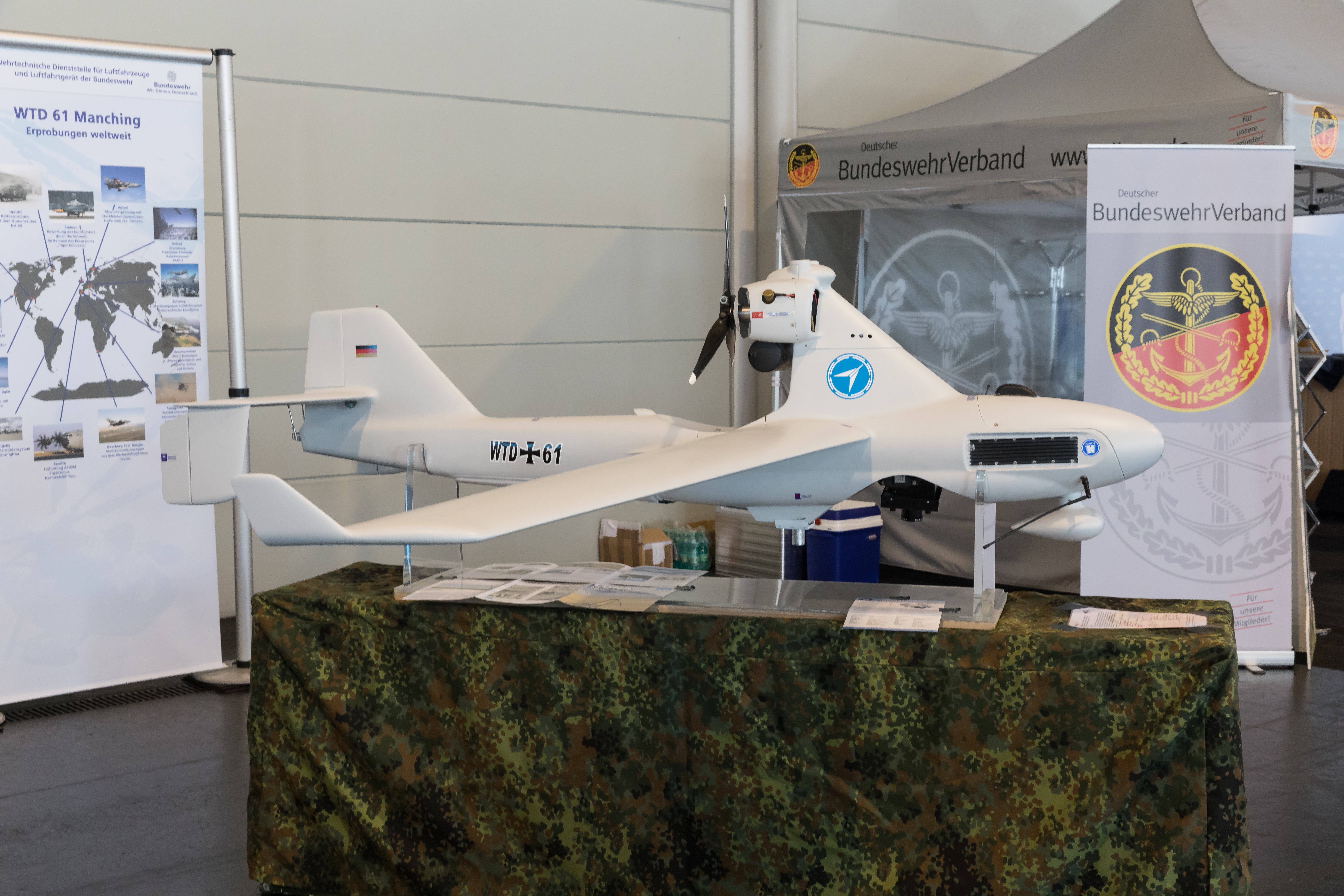